# Bình đẳng giới

Một biểu tượng của bình đẳng giới

Khái niệm bình đẳng giới là trạng thái bình đẳng trong việc tiếp cận các nguồn lực và cơ hội bất kể giới tính, bao gồm cả việc tham gia vào lĩnh vực kinh tế và ra quyết định; và trạng thái coi trọng các hành vi, nguyện vọng và nhu cầu khác nhau một cách bình đẳng, bất kể giới tính.
UNICEF định nghĩa bình đẳng giới: "phụ nữ và nam giới, trẻ em gái và trẻ em trai đều được hưởng các quyền, nguồn lực, cơ hội và sự bảo vệ như nhau. Lý giải này không đòi hỏi các bé gái và bé trai, hay phụ nữ và nam giới phải giống nhau hoặc phải được đối xử giống hệt nhau.""
Tính đến  năm 2017, bình đẳng giới là mục tiêu thứ năm trong số 17 mục tiêu phát triển bền vững (SDG 5) của Liên hợp quốc; bình đẳng giới chưa đưa ra đề xuất về giới bên cạnh phụ nữ và nam giới, hoặc bản dạng giới bên ngoài hệ nhị nguyên giới. Bất bình đẳng giới được đo lường hàng năm bằng Báo cáo phát triển con người (HDR) của Chương trình Phát triển Liên Hợp Quốc.
Bình đẳng giới có thể đề cập đến cơ hội bình đẳng hoặc bình đẳng chính thức dựa trên giới tính hoặc đề cập đến sự đại diện bình đẳng hoặc sự bình đẳng về kết quả đối với giới, còn được gọi là bình đẳng thực chất. Bình đẳng giới là mục tiêu, trong khi trung lập về giới và bình đẳng giới là những thực tiễn và cách suy nghĩ giúp đạt được mục tiêu. Bình đẳng giới được sử dụng để đo lường sự cân bằng giới tính trong một tình huống nhất định, có thể hỗ trợ đạt được bình đẳng giới thực chất nhưng bản thân nó không phải là mục tiêu.
Bình đẳng giới gắn chặt với quyền của phụ nữ và thường đòi hỏi phải thay đổi chính sách. Trên phạm vi toàn cầu, đạt được bình đẳng giới cũng đòi hỏi phải loại bỏ các hành vi có hại đối với phụ nữ và trẻ em gái, bao gồm môi giới mại dâm, sát hại phụ nữ, bạo lực tình dục thời chiến, chênh lệch thù lao giữa hai giới, và các thủ đoạn đàn áp khác.
UNFPA cho rằng, "mặc dù có nhiều hiệp định quốc tế khẳng định quyền con người của họ nhưng phụ nữ vẫn có nguy cơ nghèo đói và mù chữ cao hơn nam giới. Họ có ít khả năng tiếp cận quyền sở hữu tài sản, tín dụng, đào tạo và việc làm. Điều này một phần xuất phát từ những định kiến cổ xưa về việc phụ nữ bị coi là công cụ sinh sản và làm nội trợ, thay vì là người trụ cột trong gia đình. Họ ít có khả năng tham gia hoạt động chính trị hơn nam giới và có nhiều khả năng trở thành nạn nhân của bạo lực gia đình hơn nhiều."

## "Sự hiểu lầm về giới tính thứ ba"
Hiện nay, một số tài liệu dùng khái niệm "Giới tính thứ 3" để chỉ người đồng tính, song tính và chuyển giới (người LGBT). Nhưng thực ra cách gọi này là sai về khoa học. Ở loài người chỉ tồn tại 2 giới tính sinh học là "Nam" và "Nữ", người LGBT khác những bạn có xu hướng tính dục dị tính luyến ái, chứ về mặt thể chất và giấy tờ tùy thân thì họ vẫn là Nam hoặc Nữ. Hơn nữa, nếu quy định về người LGBT trong Luật bình đẳng giới thì sẽ rất khó áp dụng vì gây ra xung đột với nhiều lĩnh vực và bộ luật khác (căn cước công dân và giấy khai sinh chỉ xác nhận cá nhân là nam giới hoặc nữ giới chứ không thể xác nhận ai là người LGBT, luật nghĩa vụ quân sự cấm người LGBT nhập ngũ để đảm bảo kỷ luật quân đội, Luật bảo vệ trẻ em cấm truyền bá hình ảnh đồng tính luyến ái cho trẻ em, Luật hôn nhân của đa số các nước không cho phép kết hôn đồng giới...). Do vậy, Luật bình đẳng giới tại các nước thường không đề cập tới người LGBT mà chỉ quy định là "Nam nữ bình đẳng", bởi quy định như vậy vẫn đủ để bao quát vấn đề mà cũng tránh gây ra mâu thuẫn với các luật khác.